# Choest (rajon)
De rajon Choest (Oekraïens: Хустський район) is een onderdeel van de oblast Transkarpatië in Oekraïne. Het administratieve centrum en tevens de grootste stad is Choest.
Aan de zuidzijde grenst de rajon aan Roemenië, de grens wordt gevormd door de rivier de Tisza. De rajon meet 3174,4 km².
Het rajon bestaat uit 13 gemeenten:
- choest
- Irsjava
- Misjhirja
- Vysjkovo
- Bilky
- Dovhe
- Drahovo
- Horintsjovo
- Kerezky
- Kolotsjava
- Pylypez
- Saritsjtsija
- Synevyr

## Bevolking
In de rajon wonen in totaal 96.960 personen (2001).
De bevolking bestaat voor het overgrote deel uit Oekraïners (92%). De belangrijkste minderheid wordt gevormd door de Hongaren met 4,5% van de bevolking.
De Hongaren wonen voornamelijk in de steden Choest en Viskove.